# Andy Senn
Andy Senn (* 1965 in Bern) ist ein Schweizer Architekt.

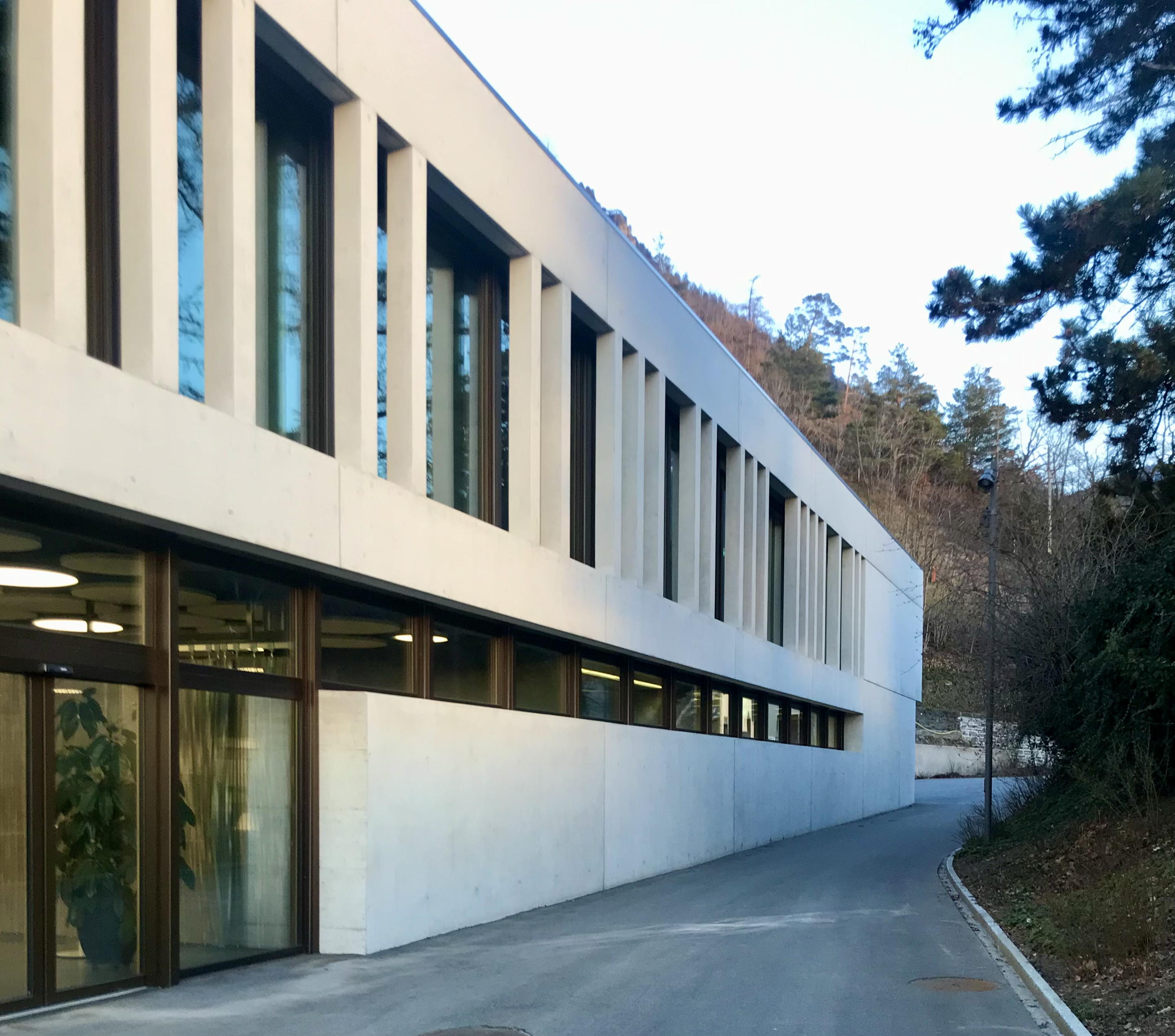
Mensa und Mediathek Kantonsschule, Chur

## Werdegang
Andy Senn wuchs als Sohn von Hans-Jörg Senn auf und absolvierte von 1982 bis 1986 eine Lehre als Hochbauzeichner. Er arbeitete von 1987 bis 1990 als Hochbauzeichner und studierte von 1991 bis 1994 Architektur an der Fachhochschule Burgdorf. Senn arbeitete von 1994 bis 1995 bei Rolf Mühlethaler in Bern und von 1995 bis 1996 bei Beat Consoni in Rorschach. 1997 gründete er ein Architekturbüro in St. Gallen. Er ist Mitglied im Bund Schweizer Architekten und Schweizerischer Ingenieur- und Architektenverein.

## Bauten
- 2002: Wohnhaus, Romanshorn

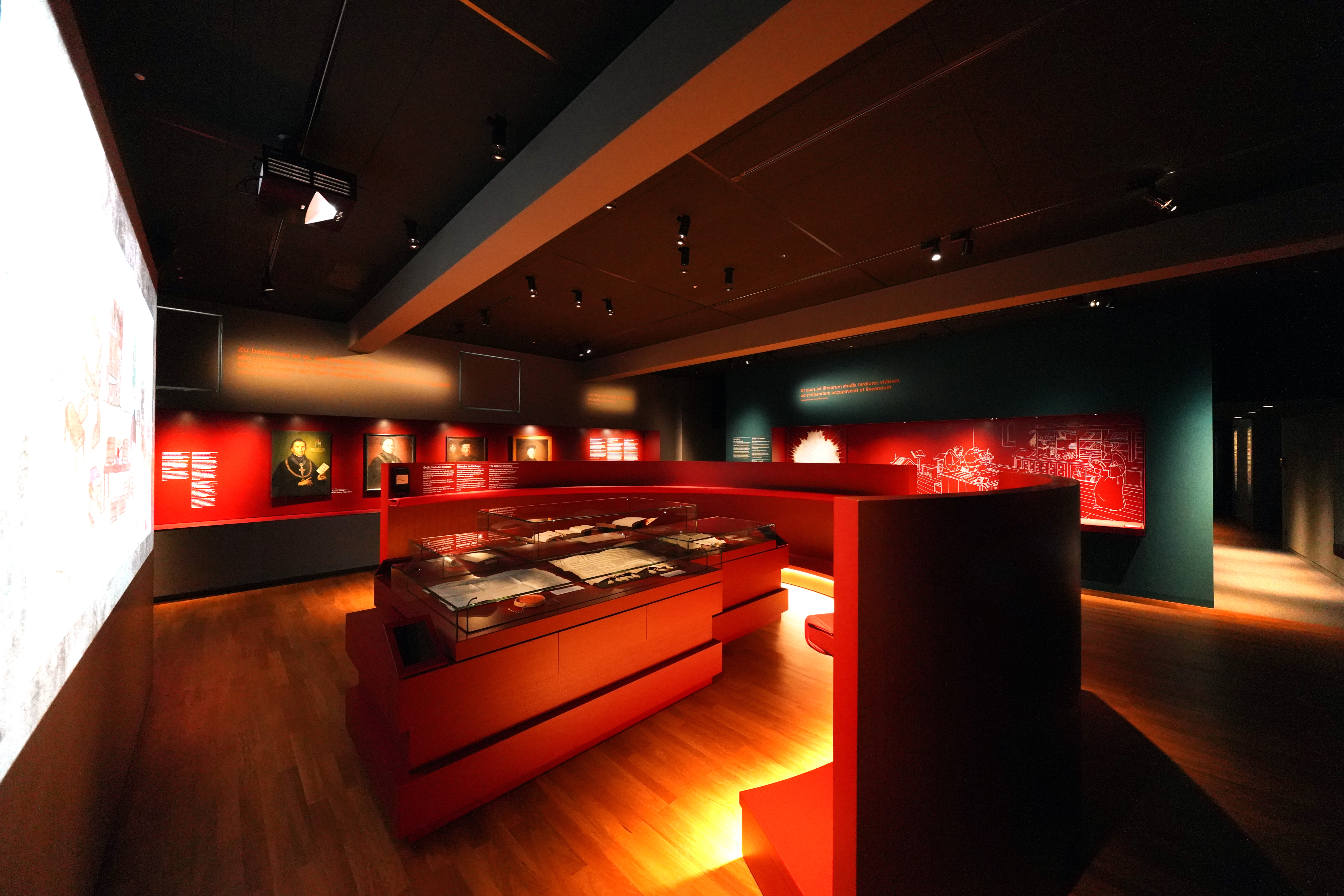
Ausstellungssaal Stiftsarchiv St. Gallen

- 2001–2006: Erweiterung Schulhaus Buchental, St. Gallen
- 2001–2006: Athletik Zentrum St. Gallen[2]
- 2006: Wohnhaus, Henau
- 2006–2008: Wohnhaus, Mörschwil
- 1998–2010: Bezirksgebäude, Dietikon[3][4]
- 2001–2010: Turnhalle und Sportanlage Schwanggegarte, Roggwil
- 2007–2011: Hugo Steiner Haus, St. Gallen
- 2007–2012: Sanierung Schulhaus Feldli, St. Gallen mit Conzett Bronzini Partner
- 2012–2016: Krematorium Friedhof Feldli, St. Gallen[5]
- 2011–2017: Mensa und Mediathek Kantonsschule, Chur
- 2012–2017: Seniorenwohnsitz Singenberg, St. Gallen
- 2017–2019: Landwirtschaftliches Zentrum, Salez, mit Merz Kley Partner[6][7][8][9][10]
- 2017–2019: Umnutzung Schifflistickerei, Mörschwil
- 2018–2019: Ausstellungssaal Stiftsarchiv St. Gallen
- 2018–2019: Wohnhaus, Mörschwil
- 2019–2022: Erweiterung Notkerschulhaus, St. Gallen

## Auszeichnungen und Preise
- 2005: Anerkennung – Bauwelt Preis für Wohnhaus, Romanshorn[11]
- 2012: Lobende Erwähnung – Architektur- und Ingenieurpreis erdbebensicheres Bauen für Sanierung Schulanlage Feldli, St. Gallen
- 2013: Auszeichnung für gute Bauten in der Stadt Zürich für Bezirksgebäude, Dietikon
- 2015: Auszeichnung Gutes Bauen Ostschweiz für Sanierung Schulhaus Feldli, St. Gallen
- 2016: Auszeichnung Gutes Bauen Ostschweiz für Forschungszentrum Hochschule Rapperswil
- 2017: Nominierung – Fritz Höger Preis für Krematorium Friedhof Feldli, St. Gallen
- 2020: Constructive Alps für Landwirtschaftliches Zentrum, Salez[12][13]
- 2021: Silber – Prix Lignum für Landwirtschaftliches Zentrum, Salez[14]
- 2021: arc award für Landwirtschaftliches Zentrum, Salez[15]

## Ausstellungen
- 2022: Deutsches Architekturmuseum, Frankfurt am Main

## Interviews
- 2022: Siegerprojekt Arc-Award 20/21: Landwirtschaftliches Zentrum
- 2022: TOUCHING CELLULOSE | Andy Senn, Architekt BSA SIA
- 2023: andy senn | landwirtschaftliches zentrum salez | UIA 2030 award competition entry film

## Bücher
- Heinz Wirz (Hrsg.): Andy Senn. Quart Verlag, Luzern 2020